# Alexander Monro (tertius)
Alexander Monroe (tertius, den tredje), född 5 november 1773 i Edinburgh, död 10 maj 1859 i Craiglockhart vid Edinburgh, var en brittisk anatom. Han var son till Alexander Monro (secundus).
Monro blev faderns medhjälpare i professuren i anatomi vid Edinburghs universitet och innehade sedermera denna befattning intill 1846. Även hans anatomiska arbeten är många och mycket prisade. Edinburghskolan har dessa män att tacka för en stor del av sitt anseende.